# Choco Krispis
Choco Krispis (también conocido como Cocoa Krispies, Choco Krispies, Coco Pops, Choco Pops según la región) es un cereal para desayuno producido por Kellogg's, viniendo como cereal en caja y como barras de cereal con 'leche seca' de cubierta de fondo. Es una versión sabor cacao de Rice Krispies que contiene chocolate real. En Canadá, Rice Krispies Cocoa es la variante del cereal, con un sabor de chocolate más ligero. Una de las Marcas Genéricas "coco pops" está siendo vendido por otras compañías.
El cereal fue introducido en los Estados Unidos en 1958. En 2003, el cereal fue renombrado como "Cocoa Rice Krispies", cuando Kellogg's intentó unir sus variaciones de Rice Krispies bajo un mismo modelo conceptual de marketing. En 2006, el nombre fue cambiado de nuevo a Cocoa Krispies. Kellogg's ha introducido distintas variaciones de los Choco Krispis tales como "Cocoa Krispies Cereal Straws", "Cocoa Krispies Choconilla", y los Chocos.

## Otros mercados
El cereal es conocido como Choco Krispis en México, la República Dominicana, El Salvador, Costa Rica, Honduras, Colombia, Guatemala, Panamá, Venezuela, Ecuador, Perú, Bolivia, Brasil, Chile, Paraguay, Uruguay, y Argentina, y como Choco Krispies en Portugal, España, Alemania, Austria, y Suiza.
El cereal fue introducido en el Reino Unido como Coco Pops en 1963, y es también conocido con ese nombre en los Países Bajos, Dinamarca, Arabia Saudita, Nigeria, Bulgaria, Ghana, Malta, Nueva Zelanda, Irlanda, Finlandia, Italia, Grecia, Suecia, Bélgica, Sudáfrica, Kenia, Uganda, Ucrania, Botsuana, Hong Kong, Líbano, Australia, Turquía y Corea del Sur y es conocido como Choco Pops en Francia. Más tarde en los años 60, el nombre fue cambiado a Coco Krispies, pero posteriormente cambiado de nuevo esta vez a Coco Pops.
El cereal estuvo disponible en Canadá por un tiempo, pero en algún punto fue descontinuado a principios de los años 90. En cambio, Kellogg's vende una variante llamada Rice Krispies Cocoa, el cual es sencillamente Rice Krispies con un sabor de chocolate ligero. Existen algunas variantes de los cereales que utilizan el nombre "Coco Pops", como "Caramel Flavoured Coco Pops", "Coco Pops Crunchers", "Coco Chex", "Coco Rocks", "Coco Pops Straws", "Coco Pops Moon & Stars", "Coco Pops Choc-N-Roll" y "Coco Pops Croc Prints" (Con forma de pequeños pies de cocodrilo) han sido también liberados por Kellogg's en algunos países.
Los Chocos fueron introducidos en algunos países como "Coco Pops Mega Munchers". Existió una variante de avena sabor chocolate disponible a finales de los 2000 llamada Coco Pops Porridge, pero  no duro mucho tiempo. Desde 2014, el producto fue traído de vuelta.

### Reino Unido
En febrero de 1998, el sector británico de Kellogg's rebautizó el nombre de la marca como Choco Krispies, pero las ventas cayeron rápidamente, y en la primavera de 1999, una encuesta de teléfono e internet de más de un millón de votantes encontró que el 92% de los votantes querían que el nombre cambiara de vuelta a Coco Pops.
Por lo tanto, Kellogg's revirtió al nombre original en mayo de 1999. La campaña publicitaria para la encuesta incluyó al músico Screaming Lord Sutch como el oficial encargado de inspeccionar las elecciones del ayuntamiento.

## Mascotas
Choco Krispis apareció por primera vez en los Estados Unidos en 1958, representado por un mono llamado Jose. Según se dice, Jose fue reemplazado por Coco el Elefante en 1960 cuando los Mexicano-Estadounidenses se quejaron sobre el estereotipo étnico. En 1963, un personaje de la productora Hanna-Barbera El León Melquíades tomó el rol de mascota. Ogg the Caveman asumió el control a finales de 1967.
A finales de 1973, Tusk el Elefante cambio a ser la mascota del cereal, y se quedó así hasta finales de 1982, cuándo Snap, Crackle y Pop (Las mascotas de Rice Krispies) reemplazaron y retiraron a Tusk el Elefante. En 1991, la mascota se convirtió en Coco el Mono. En 2001, Snap, Crackle, y Pop regresaron y se quedaron en los productos hasta el día de hoy.
El cereal fue introducido en el Reino Unido bajo el nombre de "Coco Pops" en 1961, con el Gato Jinks como su mascota. Más tarde en los 60s, Sweep (un títere de mano de perro del famoso programa de televisión El Show de Sooty) se convirtió en la mascota para los Coco Pops.
En 1963, Coco el Mono fue introducido, y este se quedó en aquellos países donde el cereal sigue siendo conocido como Coco Pops, Choco Krispies, y Choco Pops. En años recientes, el diseño de Coco ha sido redefinido para darle una apariencia más joven. Los amigos de Coco son Shortie la Jirafa, Alan el Hormiguero, Heftie el Hipopótamo, Ozmelda la Avestruz, Kylie el Canguro, y Rocky el Mapache, mientras Crafty el Cocodrilo y los gorilas son sus archienemigos.
Los anuncios de los finales del 2000 (2009) en el Reino Unido decidió dejar de utilizar a Coco y sus amigos, en cambio optó por los milkmen bailantes y los astronautas. Coco sigue presente en la caja del cereal y al final del anuncio, pero es ya no el personaje destacado. Aun así, la caja de cereal de 2009 tiene la cabeza de Coco como la característica principal, con el título 'Coco Pops' y un bol de cereal más pequeño, en lado derecho de la caja. Brevemente, Coco fue visto como un chimpancé de la vida real. Cuando llegó el 2011, Kellogg's decidió traer de vuelta a Coco y sus amigos, así como a Croc, bajo una nueva campaña de un estilo espacial, conocida como la "Coco Pops Promise".
En aquellos países donde el cereal es conocido como "Choco Krispis," la mascota es un elefante. En 1986, Kellogg's nombró al elefante como "Melvin". En algunos países, Tusk el Elefante fue utilizado como la mascota hasta los años 80, hasta que fue sucedido por Melvin. 
En julio de 2014, en México, y debido a preocupaciones sobre los contenidos del azúcar y calorías del cereal y la relación que los niños hicieron con la amistosa mascota, Melvin el elefante tuvo una transformación física de un cuerpo de elefante tradicional a un cuerpo más atlético, pareciéndose a un adolescente fuerte mientras que se mantuvo la cabeza de la mascota. El cereal también tuvo una transformación de su receta para añadir más vitaminas y minerales, para poder centrar el producto a un tipo de comunicación de "la salud es divertida". Debido a las decrecientes ventas y el inconsistente diseño de Kellogg's con la agencia de Interbrand en México se rediseñó el personaje otra vez en 2019 en su aniversario.
En Australia, la mascota es Coco el Mono.
En junio de 2020, siguiendo el asesinato de George Floyd y las demostraciones de Black Lives Matter que tomaron lugar alrededor del mundo, la Miembro del Parlamentario del Reino Unido Fiona Onasanya criticó el uso Kellogg's de un mono en la caja marrón, con sabor a chocolate Coco Pops mientras que Arroz Krispies presentaba a Snap, Crackle y Pop, tres personajes blancos. Un portavoz de Kellogg's respondió con "Nosotros no toleramos la discriminación." Kellogg's también dijo que su fundador, William Keith Kellogg, era "un pionero en emplear mujeres en el espacio laboral y en lograr pasar a través de fronteras culturales." Onasanya señaló que el hermano de Kellogg's John Harvey Kellogg había fundado la eugenesia y la organización de higiene racial Fundación Race Betterment. Kellogg's fue criticado anteriormente por su insensibilidad racial en 2017 cuando el autor Saladin Ahmed notó que una caja de cereal de Corn Pops contenía a un personaje con un tono de piel oscuro era un conserje limpiando el piso.

## Salud
Coco Pops recibió dos (2.0) estrellas de cinco en la puntuación de estrellas de la salud del Gobierno Australiano, principalmente debido a su alto contenido de azúcares (listado como con más de un tercio azúcar).
Kellogg's fue criticado por las autoridades de salud en los Estados Unidos y por consumidores expertos en octubre de 2009, cuándo se reveló una descripción en sus cajas de cereal de Cocoa Krispies que declaraba "ahora ayuda al sistema inmune de tu hijo". Kellogg's respondió que no creó la copia nueva para capitalizar en las preocupaciones sobre el virus de la H1N1, pero añadieron que "Kellogg's desarrolló este producto en respuesta a los consumidores que expresaban una necesidad por una nutrición más positiva."
El FDA podría todavía gobernar en la reclamación de Kellogg's y algunos observadores respondieron negativamente hacia las campañas de marketing de Kellogg's. Comparado a todas las reclamaciones a las cajas de cereal, "Esta pertenece al salón de la fama," dijo Kelly Brownell, director del Centro Rudd de la Universidad para la Política Alimentaria y la Obesidad. "Basados en su lógica,  puedes esparcir vitaminas en una pila de hojas, y esto aumentará la inmunidad."
Existe la preocupación por la publicidad dirigida a niños.  Las barras LCM del tipo anunciaron contener 30% de azúcar, el cual el anuncio falla en dirigir. Anuncios con esta característica de paradas de autobús, "¿Alguna vez pensaron en Coco Pops después de la escuela?" Y los padres temen que los niños quieran Coco Pops en vez de comidas más sanas. El soporte oficial por Kellogg's para una campaña en contra de la obesidad infantil es actualmente vista como hipocresía.

## Eslóganes publicitarios
- "Justo como una malteada de chocolate, ¡único crunch!" (Coco Pops – Reino Unido, Nueva Zelanda, Australia)
- "Nada es mejor que los Coco Pops de Kellogg's, ¡Kellogg's Coco Pops!" (Reino Unido) (1981-1985)
- "¡Preferiríamos un bol de Coco Pops!" (Reino Unido) (1986-2005; 2011-2015) (Variaciones fueron utilizadas para Choco Krispies Coco Rocks y Mega Munchers, también una versión instrumental permanece como el tintineo para las publicidades)
- "Diversión chocolatosa y épica para todos" (Reino Unido) (2017-)
- "Nuevo Blanco Choc Coco Pops, ¡Mágicamente Delicioso!" (Reino Unido) (2019)
- "Coco Pops y leche hacen un bol entero de diversión" (Reino Unido)
- "Coco Pops Cruncher – ¿Puedes manejar el crunch?" (Reino Unido)
- "Nuevas creaciones de Coco Pops ¡hacen un bowl lleno de diversión!" (Reino Unido)
- "Coco Pops y la leche caliente son ¡divertidamente chocolatosos!" (Reino Unido)
- "¡Coco Pops le produce a la leche hacer choc!"
- "Coco Pops – ¿qué va adentro de aquel bol?" (Reino Unido)
- "¿Alguna vez pensaron en Coco Pops después de la escuela?" (Reino Unido) (2010)
- "¡Y eso es parte de la promesa Coco Pops!" (Reino Unido)
- "Coco Pops, diversión chocolatosa para todo el mundo" (Reino Unido)
- "Chasquea, Truena, Pop, ¡Cocoa Krispies!" (1985)
- "Mantenga sus ojos abiertos en el mono ves, ¡a mi siempre me gusta un bol de Cocoa Krispies!" (Principios de 1991)[12]
- "Con cada mordisco tan chocolatoso, oh, ¡todo el mundo quiere mi Cocoa Krispies!" (1991–1993)
- "Con cada probada tan chocolatosa, ¡todo el mundo quiere mi Cocoa Krispies!" (1994)[13]
- "Con cada probada tan lechosa y chocolatosa, ¡todo el mundo quiere mi Cocoa Krispies!" (1994–1995)
- "Coco Pops es tan chocolatoso, que incluso hace que la se vuelva marrón." (Reino Unido)
- "Καλύτερα ένα μπωλ με Coco Pops!" ("Es mejor tener un bol de Coco Pops") (Grecia)

## Variaciones
Las variaciones incluyen Coco Pops Chocos, el cual es un cereal de trigo crujiente sabor chocolate (según la caja), Coco Pops Rocks, los cuales son blandos y crujientes  con sabor a chocolate (también según la caja), y Coco Pops Jumbos, que es cereal chocolate crujiente de maíz (también según la caja).